# HMS Active (H14)
«Ектів» (H14) (англ. HMS Active (H14) — військовий корабель, ескадрений міноносець типу «A» Королівського військово-морського флоту Великої Британії за часів Другої світової війни.

## Історія створення
«Ектів» був закладений 10 липня 1928 року на верфі компанії Hawthorn Leslie and Company у Геббурні. 9 лютого 1930 року корабель, першим з кораблів його типу, увійшов до складу Королівських ВМС Великої Британії.

## Дизайн і конструкція
«Ектів» (H09) належав до есмінців типу «A», що конструктивно базувався на проекті новітнього на той час есмінця «Амазон».
Корпус «Ектів» мав загальну довжину між перпендикулярами — 98,5 м, бімс — 9,8 м та осадку до 3,7 м. Водотоннажність бойового корабля становила: стандартна — 1 370-1 380 та повна — 1 778–1 790 довгих тонн відповідно. Екіпаж есмінця включав 138 офіцерів та матросів, однак у воєнний час був збільшений до 162 осіб.
Головна енергетична установка становила три триколекторні Адміралтейських котли з пароперегрівником і два одноступінчатих турбозубчатих редуктори Парсонса. У порівнянні з «Амазон» енергетична установка була сильно спрощена. В результаті знизилася економічність і загальна потужність енергоустановки, але британці виграли в експлуатаційної надійності, а ціна есмінця за рахунок більш простої машини знизилася на 15-20 %. Розміщення ГЕУ — лінійне. Котли розміщувалися в ізольованих відсіках, турбіни — у загальному машинному відділенні, при цьому редуктори були відокремлені від турбін водонепроникною перегородкою. Робочий тиск пару — 21,2 кгс/см² (20,5 атм.), температура — 316 °С (600 °F). Потужність механізмів становила 34 000 к.с., і швидкість ходу досягала 35,25 вузлів, у повному навантаженні — 31,75 вузлів.
Есмінець мав повну заправку до 394—396 тонн палива та діяв на дальності до 4 080 морських миль (7 560 км) при ході 15 вузлів (28 км/год).

### Озброєння
Корабельна артилерія головного калібру (ГК) есмінця «Ектів»: 4 нових 120-мм (4,7-дюймових) гармати Мk.IX довжиною ствола в 45 калібрів, з підвищеним кутом піднесення до 30°, в палубних установках Mk.XIV A, B, X та Y Гармати вели вогонь 23-кг боєприпасами різного типу: фугасними снарядами підвищеної потужності «HE» та напівбронебійними снарядами «SAP» на відстань до 15 520 м, зі швидкістю 810 м/с. Боєкомплект кожної гармати становив 190 снарядів. Система управління артилерійським вогнем корабля становила оптичний далекомір «MQ I» з базою в 3 метри і приладом управління артилерійським вогнем «Приціл-директор для есмінців» (DDS).
Зенітне озброєння корабля складалося з двох 40-мм гармат QF 2 Mark II, що розташовувалися на бортах есмінців між трубами, з боєкомплектом 500 пострілів на ствол.
Торпедне озброєння есмінця включало два чотиритрубних 533-мм торпедних апарати «QR III». Для боротьби з підводними цілями споконвічно призначалися 2 бомбомети та 4 жолоби для скидання 8 глибинних бомб, однак через обмеженість простору частку оснащення довелось зняти та залишити лише три жолоби для застосування глибинних бомб.

## Історія служби
З початку Другої світової війни брав активну участь у бойових діях; бився в Атлантиці, на Середземному морі та поблизу берегів Африки. Брав активну участь у нападі на Мерс-ель-Кебір, вторгненні на Мадагаскар. За час війни есмінець потопив підводні човни: французький «Монж», німецькі U-179 і U-340 та італійський «Леонардо да Вінчі».

### Довоєнний час
Після введення до строю, «Ектів» разом з однотипними есмінцями типу «A» та лідером «Кодрінгтон» увійшли до 3-ї флотилії есмінців, що проходила службу на Середземному морі. 4 квітня 1932 року корабель постраждав під час військових навчань у наслідок зіткнення з есмінцем «Акейтіз» поблизу французького Сен-Тропе. У червні 1936 року залучався до патрулювання прибережних вод Палестини через тамтешнє арабське повстання. Під час Громадянської війни в Іспанії патрулював узбережжя цієї країни. 16 лютого 1937 року «Ектів» зіткнувся в морській аварії з есмінцем «Вустер», і через зазнані пошкодження тривалий час перебував на ремонті на Мальті. Після ремонту повернувся до строю й увійшов до 2-ї флотилії есмінців Середземноморського флоту Великої Британії.

### Друга світова війна

#### Початок
На початок Другої світової війни, корабель перебував у складі 13-ї флотилії есмінців, з базуванням на Гібралтар, і ніс службу у складі З'єднання Н, виконуючи завдання з ескорту конвоїв та протичовнового патрулювання прибережних вод. 3 липня 1940 року брав участь у нападі британського флоту на Мерс-ель-Кебір, що було частиною операції «Катапульта», спланованої, щоб запобігти захопленню кораблів французьких ВМС Німеччиною та Італією після Комп'єнського перемир'я.
У серпні переведений до Флоту Метрополії, де увійшов до 12-ї флотилії есмінців угруповання, що обороняло західні підходи до Британських островів у так званому Командуванні Західних підходів.
29 серпня включений до ескорту 1-ї ескадри мінних загороджувачів, разом з крейсером «Каїр» та есмінцями «Тартар», «Бедуїн» і «Ашанті», виконуючи завдання з постановки мінних загороджень на північному фланзі мінних бар'єрів навколо Англії.
На початку жовтня 1940 року відправлений з крейсером «Кенія» та есмінцями «Оттава», «Дуглас», «Ерроу», «Сейбр» та «Вімі» до Фрітауна.
Протягом 1941 року виконував багато завдань з супроводу конвоїв та охорони прибережних вод. У травні 1941 року залучався до пошуку та знищення німецького лінкора «Бісмарк». У серпні брав участь з есмінцем «Імпалсів» у першому конвої до Радянського Союзу — операція «Дервіш».
27 липня 1941 року з Ісландії вийшли два з'єднання кораблів, які повинні були атакувати Шпіцберген і узбережжя Норвегії. До складу другого з'єднання, що вийшло для проведення рейду на Кіркенес і Петсамо, входили авіаносці «Фьюріос» і «Вікторіос», на борту яких перебувало близько 100 літаків палубної авіації, важкі крейсери «Девоншир» і «Саффолк» та 6 есмінців супроводження «Ескапада», «Антілоуп», «Ектів», «Акейтіз», «Інтрепід» і «Ентоні». Під керівництвом контр-адмірала У. Ф. Вейк-Волкера воно повинно було підтвердити в очах громадськості панування британського флоту у морях Крайньої Півночі й допомогти Радянському Союзі, вже понад місяць воював із Німеччиною. Однак проведений 30 липня наліт не мав особливого успіху, оскільки німці утримували на своїх базах сильну протиповітряну оборону і знищили зенітним вогнем 16 британських літаків.
Згодом корабель перебував на плановому ремонті в Англії.

#### Індійський океан
У лютому 1942 року переведений до сил британського флоту в Індійському океані. У 20-х числах лютого вийшов з конвоєм WS 16 до Гібралтару і далі на Мальту із завданням доставляння важливих вантажів до обложеного острову.
У квітні 1942 року HMS «Ектів» увійшов до конвою WS 17, що прямував з Гібралтару до Атлантики і далі на Фрітаун. Звідсіля угруповання флоту прямувало до Індійського океану.
Під час проведення операції «Айроклайд» входив до складу сил підтримки, забезпечував протичовнове прикриття ударного угруповання. 8 травня 1942 року за підтримки есмінця «Пантер» затопив у водах поблизу Мадагаскару французький підводний човен «Монж», що належав уряду Віші, який намагався атакувати британський авіаносець «Індомітебл».
До кінця 1942 року продовжував виконання завдань у південній частині Індійського океану. 8 жовтня 1942 року, базуючись на Кейптаун, на шляху до Пінанга атакував та потопив німецький підводний човен U-179.

#### 1943 рік
У січні 1943 року «Ектів» повернувся до Великої Британії на ремонт. У травні 1943 року, після завершення ремонту та модернізації, включений до 13-ї флотилії есмінців, що базувалась на Гібралтарі. Разом з есмінцями «Клівленд» та польським «Слазак» і допоміжними кораблями під прикриттям важкого крейсера «Саффолк» та допоміжного крейсера «Астуріас» забезпечував перехід конвою WS30/ KMS15 до військово-морської бази на Гібралтарі.
23 травня 1943 року під час патрулювання північних берегів Іспанії західніше мису Фіністерре разом з фрегатом «Несс» виявив та глибинними бомбами затопив італійський ПЧ «Леонардо да Вінчі».
2 листопада корабель разом з есмінцем «Візерінгтон» та шлюпом «Флітвуд» за підтримки протичовнового літака «Веллінгтон» 179-ї ескадрильї Королівських Повітряних сил східніше Сеути в районі з координатами 35°33′ пн. ш. 6°37′ зх. д. / 35.550° пн. ш. 6.617° зх. д. вислідили та затопили німецький підводний човен U-340. 48 вцілілих з борту субмарини були підібрані іспанським траулером.

#### 1944—1945 роки
Протягом 1944—1945 років есмінець «Ектів» продовжував виконання бойових завдань з ескорту конвоїв, супроводу поодиноких суден, протичовнової оборони визначених районів тощо. У травні 1945 року взяв участь у визволенні італійського острову Тілос у групі островів Додеканес.

#### Післявоєнна служба
У вересні 1945 виведений до резерву флоту й 7 липня 1947 року проданий на брухт.